# 저산대올드필드쥐
저산대올드필드쥐(Thomasomys oreas)는 비단털쥐과에 속하는 설치류이다. 볼리비아에서만 발견된다.